# Thomas Lehr
Thomas Lehr (* 22. listopadu 1957, Špýr, Porýní-Falc) je německý spisovatel a biochemik.

## Život a dílo
Narodil se jako nejstarší z osmi sourozenců. Po maturitě v Ludwigshafenu studoval biochemii na Svobodné univerzitě v Berlíně. Posléze pracoval jako počítačový administrátor a programátor ve vědecké knihovně téže univerzity.

### Přehled děl v originále (výběr)
Za svoji literární kariéru byl k roku 2017 již třikrát (tj. 2005, 2010, 2017) ve finále Německé knižní ceny.
- Zweiwassser oder die Bibliothek der Gnade (1993; česky neoficiálně jako Dvojvoda aneb Knihovna milosti[5]) - autorova literární prvotina[6]
- Frühling: Novelle. 1. Aufl. Berlin: Aufbau-Verlag, 2001. 142 S.
- Nabokovs Katze: Roman. 2. Aufl. Berlin: Aufbau Taschenbuch Verlag, 2002. 511 S.
- 42: Roman. Berlin: Aufbau Verlag, 2005. 368 S.
- September. Fata Morgana: Roman. München: Carl Hanser Verlag, 2010. 477 S.[7]
- Schlafende Sonne. Carl Hanser Verlag, 2017